# Amphipoea pacifica
Amphipoea pacifica là một loài bướm đêm trong họ Noctuidae.